# Tomasz Oleksy

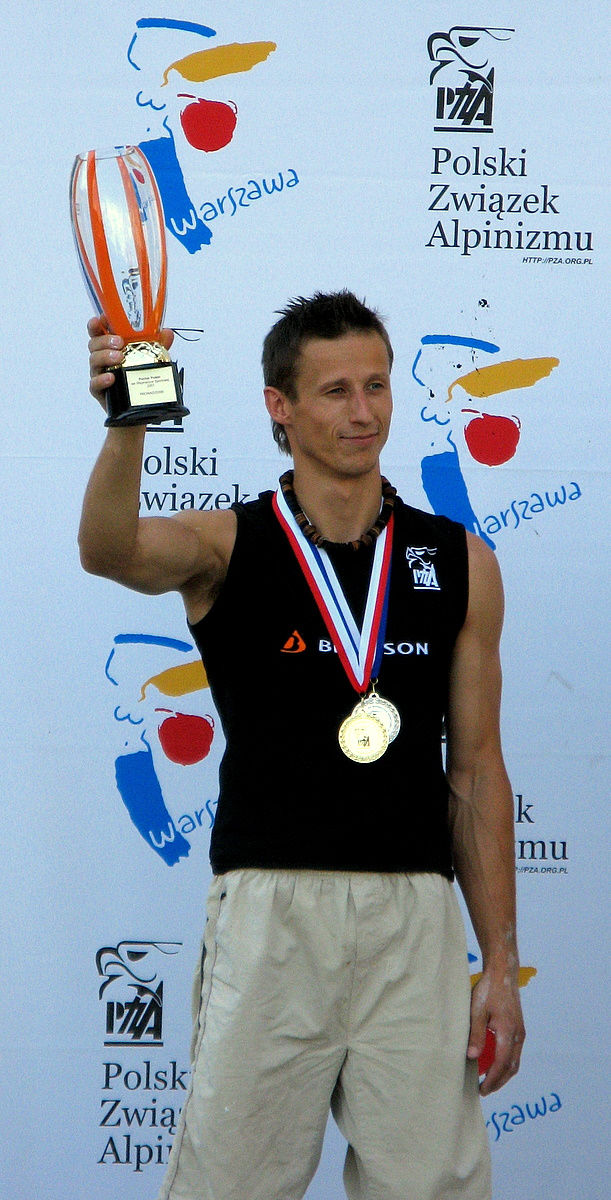
Tomasz Oleksy. Mistrzostwa Polski W-wa (17.07.2007) podium we wsp. sportowej.

Tomasz Oleksy (ur. 14 września 1976 w Tarnowie) – polski były wspinacz sportowy, specjalizował się we wspinaczce na czas oraz w boulderingu. Vice mistrz świata z francuskiego Chamonix-Mont-Blanc z roku 2003. W 1998 roku w Norymberdze wywalczył tytuł Mistrz Europy we wspinaczce sportowej na czas.

## Kariera sportowa
Tomasz Oleksy zaczął uprawiać wspinaczkę w Tarnovii Tarnów od roku 1991.
W 2001 roku na mistrzostwach świata w szwajcarskim Winterthurze zdobył brązowy medal, który na następnych mistrzostwach w Chamonix „zamienił” na srebrny.
W Norymberdze na mistrzostwach Europy w 1998 zdobył złoty medal we wspinaczce sportowej na czas.
Wielokrotny medalista prestiżowych, elitarnych zawodów wspinaczkowych Rock Master we włoskim Arco, które wygrał; w 2000, 2001, 2002, 2004 oraz w 2005 roku. Wielokrotny mistrz Polski w boulderingu oraz we wspinaczce na czas.

## Osiągnięcia

### Najlepsze wyniki
Legenda
B – bouldering, P – prowadzenie, C – na czas,  Ł – wspinaczka łączna.
| Data       | Nazwa zawodów | Miejsce       | Konkurencja | Poz. |
| ---------- | ------------- | ------------- | ----------- | ---- |
| 02.11.2006 | Puchar świata | Moskwa        | B + C       | 3.   |
| 02.09.2006 | Rock Master   | Arco          | B + P + C   | 3.   |
| 02.09.2006 | Rock Master   | Arco          | B + P + C   | 2.   |
| 29.07.2006 | Puchar świata | Daone         | C           | 4.   |
| 19.05.2006 | Puchar świata | Drezno        | P + C       | 4.   |
| 30.09.2005 | Puchar świata | Firminy       | B           | 1.   |
| 03.09.2005 | Rock Master   | Arco          | B + P + C   | 1.   |
| 30.07.2005 | Puchar świata | Daone         | C           | 1.   |
| 04.09.2004 | Rock Master   | Arco          | C           | 1.   |
| 23.06.2003 | Puchar świata | Lecco         | C           | 1.   |
| 30.05.2003 | Puchar świata | Jekaterynburg | C           | 1.   |
| 30.05.2003 | Puchar świata | Jekaterynburg | B + C       | 1.   |

### Mistrzostwa świata
| Konkurencje  | 1995 | 1997 | 1999 | 2001 | 2003 | 2005 | 2007 | 2009 |
| Bouldering   | –    | –    | –    | 21   | 3    | 33   | 45   | –    |
| Wsp. na czas | 5    | 5-7  | 5-8  | 3    | 2    | 4    | 15   | 9    |

### Mistrzostwa Europy
| Konkurencje        | 1996 | 1998 | 2000 | 2002 | 2004 | 2006 |
| Wspinaczka na czas | 4    | 1    | 8    | 8    | 5    | 9    |

### Rock Master
| Konkurencje        | 2000 | 2001 | 2002 | 2003 | 2004 | 2005 | 2006 | 2007 | 2010 |
| Bouldering         | 1    | 2    | 6    | 6    | 4    | 4    | 2    | 6    | –    |
| Wspinaczka na czas | 4    | 1    | 1    | 3    | 1    | 1    | 3    | 4    | 11   |

## Nagrody
W 2006 r. został finalistą Nagrody Środowisk Wspinaczkowych „Jedynka”, za świetne wyniki zajmowane w sezonie 2006 w zawodach Pucharu Świata w bulderingu: Arco Rock Master – 2. miejsce; Moskwa – 3. miejsce; 8. miejsce w Pucharze Świata 2006 w bulderingu.